# Google Data Liberation Front

Le Google Data Liberation Front (en français : Front de libération des données Google) est une équipe de l'ingénierie chez Google, dont « l'objectif est de faciliter le déplacement des données des utilisateurs dans et hors des services de Google ».
L'équipe, qui consulte les autres équipes d'ingénierie Google sur la façon de « libérer » les services Google, supporte 27 services. L'objectif du Front de libération des données est d'assurer que les données peuvent être exportées hors de Google une fois qu'une personne ou une société cesse d'utiliser leurs services.
Google Data Liberation Front est à l'origine de Google Takeout qui permet à l'utilisateur de télécharger ses données sur son ordinateur.

## Listes des services
- AdWords
- Alerts
- Google Analytics
- Google App Engine
- Google Apps for Business
- Blogger
- Google Bookmarks
- Google Agenda
- Chrome Bookmarks
- Google Documents
- Google Finance
- Gmail
- Google Code
- Google Health
- iGoogle
- Google Latitude
- Google Maps
- Google Bloc-notes
- Orkut
- Project Hosting
- Google Reader
- Google Sites
- Google Voice
- Google Web History
- YouTube